# Johann Tarbuk von Sensenhorst

Feldmarschallleutnant (FML) Johann Tarbuk von Sensenhorst, 1856–1919

Feldmarschalleutnant Johann Tarbuk, ab 1904 Tarbuk von Sensenhorst, auch von Tarbuk-Sensenhorst genannt (* 29. Mai 1856 in Perjasica, Kroatien; † 3. Oktober 1919 in Salzburg-Neustadt) war als österreichischer Offizier, zuletzt Feldmarschallleutnant in der k.u.k. Armee.

## Familie
Er entstammte einer ursprünglich kroatischen Familie von "Militärgrenzern" aus dem Grenzgebiet Österreichs zum osmanischen Reich am Balkan, deren Stammreihe mit Ciril Tarbuk in Tušilović begann (erwähnt 1803–1815). Johann Tarbuk wurde am 18. November 1904 mit Namensmehrung „von Sensenhorst“ in den österreichischen Adelsstand erhoben.
Tarbuk-Sensenhorst war mit Mathilde Josefa, geborene Bayrhammer, (* 10. April 1856 in Krakau; † 25. Jänner 1926 in Salzburg) verheiratet; der Ehe entstammten sieben Kinder, die fünf Brüder Karl, Hans, Robert, Felix und Fritz Tarbuk sowie zwei Schwestern, Johanna und Mathilde.

## Leben
Tarbuk-Sensenhorst war Offizier k.u.k. Armee, mehrfach ausgezeichnet im Bosnien-Herzegowina-Feldzug von 1878, später u. a. 1905–1909 Generalmajor und Kommandant der Offiziersschule in Hermannstadt, 1909–1910 Kommandant der 35. Infanterietruppendivision in Kolozsvár und wurde am 1. Mai 1910 zum Feldmarschallleutnant befördert. Weitere Stationierungen waren unter anderem in Przemyśl, Krems, Bosnien, Herzegowina und Franzensfeste.
Die im Wiener Kriegsarchiv erhaltenen handschriftlichen Lebenserinnerungen von Feldmarschalleutnant Tarbuk von Sensenhorst und sein ausführlicher Bericht über die Bosnien-Herzegowina Annexion sind aufschlussreiche Zeitdokumente über die sozio-ökonomischen Hintergründe des Militärwesens in der Zeit der k.u.k. Donaumonarchie.

Tarbuk (vorne links), ca. 1908